# El bello Sergio
El bello Sergio (en francés, Le beau Serge) es una película francesa del realizador Claude Chabrol, estrenada en 1958.

## Sinopsis
François vuelve a su pequeño pueblo después de años fuera. Allí se reencontrará con su amigo Sergio, que ha estado todos estos años allí. Su vida es mucho más complicada, marcada por el alcohol y su matrimonio con Yvonne, con la que ha tenido un hijo con síndrome de Down.

## Sobre la película
- El bello Sergio se considera la primera película de la Nouvelle Vague.
- El rodaje tuvo lugar entre diciembre de 1957 y febrero de 1958, en la localidad de Sardent, departemento de la Creuse, en la región de Limosin.

## Premios
- Premio al mejor director en el Festival Internacional de Cine de Locarno (Suiza) 1958.
- Premio Jean Vigo, 1959.